# Карабін Ярослав Миронович
Яросла́в Миро́нович Кара́бін (нар. 19 листопада 2002, Львів, Україна) — український футболіст, центральний півзахисник львівського «Руху».

## Клубна кар'єра
Народився у Львові. Вихованець місцевих «Карпат», перший тренер — Ярослав Кікоть. Виступав за юнацьку та молодіжну команди «Карпат». Наприкінці травня 2020 року Роман Санжар почав залучати юного нападника до тренувань з першою командою. Вперше до заявки на поєдинок Прем'єр-ліги потрапив 27 червня 2020 року проти «Львова» (1:1), але просидів увесь матч на лаві запасних. У складі першої команди «зелено-білих» дебютував 6 вересня 2020 року в програному (0:3) домашньому поєдинку 1-го туру групи «Б» Другої ліги України проти хмельницького «Поділля». Ярослав вийшов на поле в стартовому складі та відіграв увесь матч. У вересні—на початку жовтня 2020 року зіграв 10 матчів у Другій лізі України.
У жовтні 2020 року перейшов до іншого львівського клубу, «Руху». Виступав за юнацьку та молодіжну команду клубу. За першу команду клубу дебютував 8 березня 2021 року в програному (0:4) домашньому поєдинку 17-го туру Прем'єр-ліги проти чернігівської «Десни». Ярослав вийшов на поле на 84-ій хвилині, замінивши Богдана Бойчука. Паралельно виступав за резервну команду «Рух-2»: з 2021 в Прем'єр-лізі Львівської області, а зі здобуттям дублем професіонального статусу влітку 2023 — і в другій лізі.

## Кар'єра в збірній
Викликався до складу юнацької збірної України (U-16), у футболці якої дебютував 17 жовтня 2017 року в нічийному (1:1) поєдинку проти однолітків з Італії. Ярослав вийшов на поле на 60-ій хвилині, замінивши Богдана В'юнника. Загалом у складі юнацької збірної України (U-16) провів 2 поєдинки.